# Sestu
Sestu este o comună din provincia Cagliari, regiunea Sardinia, Italia, cu o populație de 20.773 locuitori (1 ianuarie 2023) și o suprafață de 48,29 km².

## Demografie
Sestu - evoluția demografică

|  | Graficele sunt indisponibile din cauza unor probleme tehnice. Mai multe informații se găsesc la Phabricator și la wiki-ul MediaWiki. |

Date: Recensăminte sau birourile de statistică - grafică realizată de Wikipedia